# 淺野一二〇
淺野一二〇（日语：／ Asano Inio，1980年9月22日—），是日本男性漫畫家。

## 經歷
出生於1980年，茨城縣出身。
2001年得到第1回SUNDAY GX新人賞，短篇「宇宙からコンニチハ」入選，同年6月號開始連載。同時不定期的連載「多美好的人生」。
2003～2005年間發表「多美好的人生」、「虹之原Horograph」、「光之城」等作品。
2005年發表超越性別和世代、喚起大眾共鳴的話題作品「SOLANIN」。
2007年開始在YOUNG SUNDAY上連載「晚安，布布」。

## 作品
- 多美好的人生（素晴らしい世界）（2002～2004）東販出版 全2卷
- 虹之原Horograph（虹ヶ原ホログラフ）（2003～2005）東販出版 全1卷
- 光之城（ひかりのまち） （2004～2005）東販出版 全1卷
- SOLANIN/乐与路（ソラニン）（2005～2006）東販出版 新经典文化（出品）四川美术出版社（出版） 全2卷
- 晚安，布布（おやすみプンプン）（2007～2013）東販出版 全13卷
- 世界末日與黎明前（世界の終わりと夜明け前）（2008年、小學館）東販出版 全1卷
  - 無題
  - 黎明前（夜明け前）
  - ALPHA （アルファルファ）
  - 週日、下午、六點半。（日曜、午後、六時半。）
    - 收錄：夏天的回憶、A girl in brilliant world of a boy's daydream、回家

  - 超妄想A子的日常與憂鬱（超妄想A子の日常と憂鬱）
  - 度過假日的方法（休日の過ごし方）
  - 17
  - 多美好的人生（素晴らしい世界）
  - 東京
  - 世界末日（世界の終わり）
  - 時空大戰超蛇人（時空大戦スネークマン）
- （2008～2011）全1卷
- 錯位的青春 （うみべの女の子）（2009～2013）東販出版 全2卷
- DEAD DEAD DEMON'S DEDEDEDE DESTRUCTION 惡魔的破壞（デッドデッドデーモンズデデデデデストラクション） 東販出版（2014～2022）全12卷
- （2017年3月10日～7月28日）全1卷
- 淺野一二〇短篇集：怪物裂口女／香菇與竹筍（浅野いにお短編集 ばけものれっちゃん/きのこたけのこ）（2018） 全1卷
- 勇者一行（勇者たち）（2018） 全1卷
- MUJINA IN TO THE DEEP（2023）連載中

## 畫集
- Ctrl+T淺野一二〇的漫畫世界（Ctrl+T 浅野いにおWORKS）東販出版（2010年、小學館）
- Ctrl+T mini 浅野いにおWORKS 台灣未代理（2010年、小學館）

收錄短篇： 《春天快來》（はるよこい）、《向日葵》（ひまわり）
- 補充：兩本畫集只差在大小。
- Ctrl+T2 浅野いにおWORKS（2018年、小學館）

## 相關人物
配偶
- 鳥飼茜（日语）：漫畫家。已於2022年離婚。

師傅
- 高橋真

助手
- 鳥渕佑紀：Big Comic Spirits増刊Casual的新人。
- 佐藤五月：週刊少年Sunday的新人。
- 柏葉ヒロ：漫畫家。
- CG助手：斎藤央
- 協力：くまつと、岩間康正

朋友
- 花澤健吾：漫畫家。